# Bandiera della Mordovia
La bandiera della Repubblica di Mordovia è la bandiera ufficiale della Repubblica federale mordoviana dal 30 marzo 1995.

## Descrizione
La bandiera della Repubblica di Mordovia è di forma rettangolare, composta da tre bande orizzontali, di colore: rosso, bianco e blu. La banda superiore e quella inferiore sono di 1/4 rispetto alla superficie della bandiera, mentre quella centrale occupa i 2/4 della superficie. Al centro della bandiera è presente una croce rossa a otto punte, già raffigurata nella Bandiera dell'Udmurtia